# (26842) Hefele
(26842) Hefele – planetoida z pasa głównego asteroid okrążająca Słońce w ciągu 5 lat i 139 dni w średniej odległości 3,07 j.a. Została odkryta 2 października 1991 roku w Karl Schwarzschild Observatory w Tautenburgu przez Lutza Schmadela i Freimuta Börngena. Nazwa planetoidy pochodzi od Herberta Hefele (ur. 1942), emerytowanego astronoma na Astronomisches Rechen-Institut. Została zaproponowana przez Lutza Schmadela. Przed nadaniem nazwy planetoida nosiła oznaczenie tymczasowe (26842) 1991 TK6.